# Copa da Liga Escocesa
A Scottish Football League Cup (em português:  Copa da Liga Escocesa), atualmente Betfred Cup por motivos de patrocínio, é uma competição do futebol escocês aberta a todos os times da Scottish Football League. O Rangers é o recordista de títulos da competição com 28 conquistas, seguido da equipe do Celtic com 22 taças da competição.

## Finais
Antes de 1981 um empate na final após a prorrogação resultava na marcação da partida decisiva para uma data posterior. Após 1981, em caso de empate após o tempo normal, o título passou a ser decidido em tempo extra de prorrogação e, persistindo o empate, penalidades.

### Resultados
| Temporada | Campeão                 | Placar         | Vice-campeão               | Estádio       | Público |
| --------- | ----------------------- | -------------- | -------------------------- | ------------- | ------- |
| 1946–47   | Rangers (1)             | 4-0            | Aberdeen                   | Hampden Park  | 82,700  |
| 1947–48   | East Fife (1)           | 0-0 (p.j.) 4-1 | Falkirk                    | Hampden Park  | 31,000  |
| 1948–49   | Rangers (2)             | 2-0            | Raith Rovers               | Hampden Park  | 57,450  |
| 1949–50   | East Fife (2)           | 3-0            | Dunfermline Athletic       | Hampden Park  | 39,744  |
| 1950–51   | Motherwell (1)          | 3-0            | Hibernian                  | Hampden Park  | 64,074  |
| 1951–52   | Dundee (1)              | 3-2            | Rangers                    | Hampden Park  | 92,325  |
| 1952–53   | Dundee (2)              | 2-0            | Kilmarnock                 | Hampden Park  | 51,830  |
| 1953–54   | East Fife (3)           | 3-2            | Partick Thistle            | Hampden Park  | 38,529  |
| 1954–55   | Heart of Midlothian (1) | 4-2            | Motherwell                 | Hampden Park  | 55,640  |
| 1955–56   | Aberdeen (1)            | 2-1            | St Mirren                  | Hampden Park  | 44,106  |
| 1956–57   | Celtic (1)              | 0-0            | Partick Thistle            | Hampden Park  | 59,000  |
| 1957–58   | Celtic (2)              | 7-1            | Rangers                    | Hampden Park  | 82,293  |
| 1958–59   | Heart of Midlothian (2) | 5-1            | Partick Thistle            | Hampden Park  | 59,690  |
| 1959–60   | Heart of Midlothian (3) | 2-1            | Third Lanark Athletic Club | Hampden Park  | 57,994  |
| 1960–61   | Rangers (3)             | 2-0            | Kilmarnock                 | Hampden Park  | 82,063  |
| 1961–62   | Rangers (4)             | 3-1            | Heart of Midlothian        | Hampden Park  | 47,500  |
| 1962–63   | Heart of Midlothian (4) | 1-0            | Kilmarnock                 | Hampden Park  | 51,000  |
| 1963–64   | Rangers (5)             | 5-0            | Morton                     | Hampden Park  | 105,907 |
| 1964–65   | Rangers (6)             | 2-1            | Celtic                     | Hampden Park  | 91,423  |
| 1965–66   | Celtic (3)              | 2-1            | Rangers                    | Hampden Park  | 107,609 |
| 1966–67   | Celtic (4)              | 1-0            | Rangers                    | Hampden Park  | 94,532  |
| 1967–68   | Celtic (5)              | 5-3            | Dundee                     | Hampden Park  | 70,000  |
| 1968–69   | Celtic (6)              | 6-2            | Hibernian                  | Hampden Park  | 74,240  |
| 1969–70   | Celtic (7)              | 1-0            | St Johnstone               | Hampden Park  | 73,067  |
| 1970–71   | Rangers (7)             | 1-0            | Celtic                     | Hampden Park  | 106,263 |
| 1971–72   | Partick Thistle (1)     | 4-1            | Celtic                     | Hampden Park  | 62,740  |
| 1972–73   | Hibernian (1)           | 2-1            | Celtic                     | Hampden Park  | 71,696  |
| 1973–74   | Dundee (3)              | 1-0            | Celtic                     | Hampden Park  | 27,924  |
| 1974–75   | Celtic (8)              | 6-3            | Hibernian                  | Hampden Park  | 53,848  |
| 1975–76   | Rangers (8)             | 1-0            | Celtic                     | Hampden Park  | 58,806  |
| 1976–77   | Aberdeen (2)            | 2-1            | Celtic                     | Hampden Park  | 69,707  |
| 1977–78   | Rangers (9)             | 2-1            | Celtic                     | Hampden Park  | 60,168  |
| 1978–79   | Rangers (10)            | 2-1            | Aberdeen                   | Hampden Park  | 54,000  |
| 1979–80   | Dundee United (1)       | 0-0 (p.j.) 3-0 | Aberdeen                   | Dens Park     | 28,933  |
| 1980–81   | Dundee United (2)       | 3-0            | Dundee                     | Dens Park     | 24,466  |
| 1981–82   | Rangers (11)            | 2-1            | Dundee United              | Hampden Park  | 53,777  |
| 1982–83   | Celtic (9)              | 2-1            | Rangers                    | Hampden Park  | 55,572  |
| 1983–84   | Rangers (12)            | 3-2            | Celtic                     | Hampden Park  | 66,369  |
| 1984–85   | Rangers (13)            | 1-0            | Dundee United              | Hampden Park  | 44,698  |
| 1985–86   | Aberdeen (3)            | 3-0            | Hibernian                  | Hampden Park  | 40,061  |
| 1986–87   | Rangers (14)            | 2-1            | Celtic                     | Hampden Park  | 74,219  |
| 1987–88   | Rangers (15)            | 3(5)-(3)3      | Aberdeen                   | Hampden Park  | 71,961  |
| 1988–89   | Rangers (16)            | 3-2            | Aberdeen                   | Hampden Park  | 72,122  |
| 1989–90   | Aberdeen (4)            | 2-1            | Rangers                    | Hampden Park  | 61,190  |
| 1990–91   | Rangers (17)            | 2-1            | Celtic                     | Hampden Park  | 62,817  |
| 1991–92   | Hibernian (1)           | 2-0            | Dunfermline Athletic       | Hampden Park  | 40,377  |
| 1992–93   | Rangers (18)            | 2-1            | Aberdeen                   | Hampden Park  | 54,298  |
| 1993–94   | Rangers (19)            | 2-1            | Hibernian                  | Celtic Park   | 47,632  |
| 1994–95   | Raith Rovers (1)        | 2(6)-(5)2      | Celtic                     | Ibrox Stadium | 45,384  |
| 1995–96   | Aberdeen (5)            | 2-0            | Dundee                     | Hampden Park  | 33,096  |
| 1996–97   | Rangers (20)            | 4-3            | Heart of Midlothian        | Celtic Park   | 48,559  |
| 1997–98   | Celtic (10)             | 3-0            | Dundee United              | Ibrox Stadium | 49,305  |
| 1998–99   | Rangers (21)            | 2-1            | St Johnstone               | Celtic Park   | 45,533  |
| 1999–00   | Celtic (11)             | 2-0            | Aberdeen                   | Hampden Park  | 50,073  |
| 2000–01   | Celtic (12)             | 3-0            | Kilmarnock                 | Hampden Park  | 48,830  |
| 2001–02   | Rangers (22)            | 4-0            | Ayr United                 | Hampden Park  | 50,076  |
| 2002–03   | Rangers (23)            | 2-1            | Celtic                     | Hampden Park  | 52,000  |
| 2003–04   | Livingston (1)          | 2-0            | Hibernian                  | Hampden Park  | 45,500  |
| 2004–05   | Rangers (24)            | 5-1            | Motherwell                 | Hampden Park  | 50,182  |
| 2005–06   | Celtic (13)             | 3-0            | Dunfermline Athletic       | Hampden Park  | 50,090  |
| 2006–07   | Hibernian (2)           | 5-1            | Kilmarnock                 | Hampden Park  | 52,000  |
| 2007–08   | Rangers (25)            | 2(3)-(2)2      | Dundee United              | Hampden Park  | 50,019  |
| 2008–09   | Celtic (14)             | 2-0            | Rangers                    | Hampden Park  | 51,193  |
| 2009–10   | Rangers (26)            | 1-0            | St Mirren                  | Hampden Park  | 44,538  |
| 2010–11   | Rangers (27)            | 2-1            | Celtic                     | Hampden Park  | 51,181  |
| 2011–12   | Kilmarnock (1)          | 1-0            | Celtic                     | Hampden Park  | 49,572  |
| 2012–13   | St Mirren (1)           | 3-2            | Heart of Midlothian        | Hampden Park  | 44,036  |
| 2013–14   | Aberdeen (6)            | 0(4)-(2)0      | Inverness CT               | Celtic Park   | 51,143  |
| 2014–15   | Celtic (15)             | 2-0            | Dundee United              | Hampden Park  | 49,259  |
| 2015–16   | Ross County (1)         | 2-1            | Hibernian                  | Hampden Park  | 38,796  |
| 2016–17   | Celtic (16)             | 3-0            | Aberdeen                   | Hampden Park  | 49,629  |
| 2017–18   | Celtic (17)             | 2-0            | Motherwell                 | Hampden Park  | 49,483  |
| 2018–19   | Celtic (18)             | 1-0            | Aberdeen                   | Hampden Park  | 50,936  |
| 2019–20   | Celtic (19)             | 1-0            | Rangers                    | Hampden Park  | 51,117  |
| 2020–21   | St. Johnstone (1)       | 1-0            | Livingston                 | Hampden Park  | 0       |
| 2021–22   | Celtic (20)             | 2-1            | Hibernian                  | Hampden Park  | 48,540  |
| 2022–23   | Celtic (21)             | 2-1            | Rangers                    | Hampden Park  | 52,103  |
| 2023–24   | Rangers (28)            | 1-0            | Aberdeen                   | Hampden Park  | 49,296  |
| 2024–25   | Celtic (22)             | 3(5)-(4)3      | Rangers                    | Hampden Park  | 52,103  |

### Legenda
|  | Decidido no tempo normal   |
|  | Decidido em jogo desempate |
|  | Decidido na prorrogação    |
|  | Decidido nos pênaltis      |

- Em itálico as equipes que figuravam nas divisões inferiores da Primeira Divisão da Escócia na temporada.

## Títulos por equipes
| Clube                      | Títulos | Último título | Vices | Último vice |
| -------------------------- | ------- | ------------- | ----- | ----------- |
| Rangers                    | 28      | 2023–24       | 10    | 2024–25     |
| Celtic                     | 22      | 2024–25       | 15    | 2011–12     |
| Aberdeen                   | 6       | 2013–14       | 10    | 2023–24     |
| Heart of Midlothian        | 4       | 1961–62       | 3     | 2012–13     |
| East Fife                  | 3       | 1953–54       | —     | —           |
| Hibernian                  | 3       | 2006–07       | 8     | 2020–21     |
| Dundee                     | 3       | 1972–73       | 3     | 1994–95     |
| Dundee United              | 2       | 1980–81       | 5     | 2014–15     |
| Kilmarnock                 | 1       | 2011–12       | 5     | 2006–07     |
| Motherwell                 | 1       | 1949–50       | 3     | 2016–17     |
| Partick Thistle            | 1       | 1970–71       | 3     | 1957–58     |
| St Mirren                  | 1       | 2012–13       | 2     | 2009–10     |
| St Johnstone               | 1       | 2020–21       | 2     | 1997–98     |
| Livingston                 | 1       | 2003–04       | 1     | 2020–21     |
| Raith Rovers               | 1       | 1993–94       | 1     | 1948–49     |
| Ross County                | 1       | 2015–16       | —     | —           |
| Dunfermline Athletic       | —       | —             | 3     | 2005–06     |
| Inverness CT               | —       | —             | 1     | 2013–14     |
| Ayr United                 | —       | —             | 1     | 2001–02     |
| Greenock Morton            | —       | —             | 1     | 1962–63     |
| Third Lanark Athletic Club | —       | —             | 1     | 1958–59     |
| Falkirk                    | —       | —             | 1     | 1946–47     |